# Glass (film)
Glass – amerykański thriller z 2019 r. Reżyserem oraz autorem scenariusza jest M. Night Shyamalan. Glass to zwieńczenie historii przedstawionej w poprzednich produkcjach autora Szóstego zmysłu: Niezniszczalny (Unbreakable) oraz Split.

## Fabuła
Strażnik David Dunn (Bruce Willis), wykorzystując swoje nadprzyrodzone zdolności, tropi człowieka o wielu osobowościach (James McAvoy). Obaj zostają schwytani i zamknięci w szpitalu psychiatrycznym, gdzie spotykają Elijaha Price'a. 

## Obsada
- James McAvoy – Bestia/Kevin Wendell Crumb/Dennis/Hedwig/Patricia/...
- Bruce Willis - David Dunn
- Samuel L. Jackson - Elijah Price
- Anya Taylor-Joy – Casey Cooke
- Sarah Paulson - dr Ellie Staple
- Spencer Treat Clark - Joseph Dunn

## Odbiór

### Box office
Budżet filmu wyniósł 20 milionów dolarów. Film odniósł sukces komercyjny, przynosząc łączny przychód z biletów wynoszący prawie 247 milionów dolarów, 111 mln z samych USA i Kanady.

### Krytyka w mediach
W serwisie Rotten Tomatoes 36% z 398 recenzji jest pozytywne, a średnia ocen wyniosła 5,20/10. Na portalu Metacritic średnia ocen z 53 recenzji wynosi 43 punkty na 100.